# Halecania alpivaga
Halecania alpivaga är en lavart som först beskrevs av Thore M. Fries och som fick sitt nu gällande namn av Michaela Mayrhofer. 
Halecania alpivaga ingår i släktet Halecania och familjen Catillariaceae. Arten är reproducerande i Sverige. Inga underarter finns listade i Catalogue of Life.